# Diomedó
Diomedó (en llatí Diomedon, en grec antic Διομέδων) fou un comandant atenenc durant la guerra del Peloponès, i va viure al segle v aC.
Va entrar en campanya l'any 412 aC, i va portar 16 vaixells per defensar Jònia. Quios i Milet s'havien revoltat contra la Lliga de Delos, i els habitants de Quios intentaven estendre la revolta cap a Lesbos. Només arribar, Diomedó va capturar 4 vaixells de Quios. Llavors se li va unir Lleó, que portava deu vaixells més des d'Atenes, i junts (26 naus) van marxar contra Lesbos i van reconquerir Mitilene i a més van derrotar a un destacament de Quios que era al port, cosa que els va permetre d'assegurar ràpidament el domini de tota l'illa. Va ocupar també Clazòmenes i des de Lesbos i la costa propera va fer la guerra a Quios, segons diu Tucídides.
A l'hivern següent, per recomanació de Pisandre d'Acarnes (cap del partit oligàrquic que estava conspirant pel retorn a Atenes d'Alcibíades), va ser nomenat cap de la flota atenenca a Samos en substitució de Frínic (Phrynichus) i Escirònides (Scironides), d'una part degut als seus recents èxits i d'altra degut a la seva neutralitat política. Va atacar  Rodes, llavors en revolta, però després va restar inactiu (primavera del 411 aC) subordinat a Pisandre, que es trobava a Samos.
Pensant que una vegada enderrocat el govern democràtic es prescindiria d'ell i, segons Tucídides, influenciat pels honors rebuts de la democràcia, després del cop d'estat oligàrquic de Pisandre es va aliar amb Trasibul i Tràsil i va reprimir la proclamació oligàrquica a Samos, i en establir-se el govern dels Quatre-cents a Atenes, es va revoltar al costat de Trasibul en defensa de la democràcia, i va fer cridar a Alcibíades.
Encara que no se l'anomena, va participar en la batalla de Cinossema i durant el període d'Alcibíades va estar probablement en servei actiu.
Després de la batalla de Nòtion l'any 407 aC, Alcibíades es va exiliar, i al seu lloc van ser nomenats deu comandants. Entre ells hi havia Diomedó. Quan el general espartà Cal·licràtides va atacar a Conó, el va obligar a dirigir-se cap a Mitilene i el va assetjar, Diomedó va anar al seu auxili amb 12 vaixells en el seu ajut, però Cal·licràtides el va atacar i en va perdre 10 en els combats.
Després de la batalla de les Arginuses on dirigia un contingent naval, va ser un dels sis almiralls que al tornar a Atenes van ser condemnats i executats per les intrigues del partit oligàrquic, acusats de no haver recollit els nàufrags després de la tempesta que va seguir la batalla. El seu amic Euriptòlem, a suggerència de Pèricles el Jove, el va intentar salvar amb un discurs en la seva defensa durant el judici, però sense èxit. Euriptòlem va dir que Diomedó i Pèricles havien ordenat als almiralls Trasibul i Tràsil que recollissin els nàufrags, però que no ho havien fet. També va demanar que els acusats fossin jutjats un a un, i no tots en bloc, per poder procedir millor a la seva defensa, cosa que primer va aconseguir del tribunal però després es va desestimar.
Diodor de Sicília, que mai abans havia mencionat Diomedó, explica que aquest general era un home de grans qualitats i virtuts, i que es distingia pel seu respecte a la justícia. També diu que al saber la seva condemna i la dels altres generals, va dirigir-se a l'assemblea o Ekklesia d'Atenes demanant que, ja que ells no ho podien complir perquè anaven a ser executats, fos el poble qui realitzés els sacrificis i els vots sagrats que havien promès al déus si aconseguien la victòria.